# Sigibahn
| Streckenlänge: | 23,7 km             |                                |                                |
| Spurweite: | 750 mm (Schmalspur) |                                |                                |
| Maximale Neigung: | 40 ‰                |                                |                                |
| Minimaler Radius: | 40 m                |                                |                                |
| |                     |                                |                                |
| Land: | Tansania            |                                |                                |
| \| \| 0 \| Tengeni Anschluss Usambarabahn \| Tengeni Anschluss Usambarabahn \| \| \| \| Kihuhui-Fluss \| \| \| \| \| \| \| \| \| \| \| \| \| \| \| vierfache Spitzkehre \| \| \| \| \| \| \| \| \| 23,7 \| Sigi \| Sigi \| |                     |                                |                                |
| Kopfbahnhof Streckenanfang (Strecke außer Betrieb) | 0                   | Tengeni Anschluss Usambarabahn | Tengeni Anschluss Usambarabahn |
| Brücke über Wasserlauf (Strecke außer Betrieb) |                     | Kihuhui-Fluss                  | Kihuhui-Fluss                  |
| Abzweig nach links und von links (Strecke außer Betrieb) |                     |                                |                                |
| Abzweig nach rechts und von rechts (Strecke außer Betrieb) |                     |                                |                                |
| Abzweig nach links und von links (Strecke außer Betrieb) |                     | vierfache Spitzkehre           | vierfache Spitzkehre           |
| Abzweig nach rechts und von rechts (Strecke außer Betrieb) |                     |                                |                                |
| Kopfbahnhof Streckenende (Strecke außer Betrieb) | 23,7                | Sigi                           | Sigi                           |

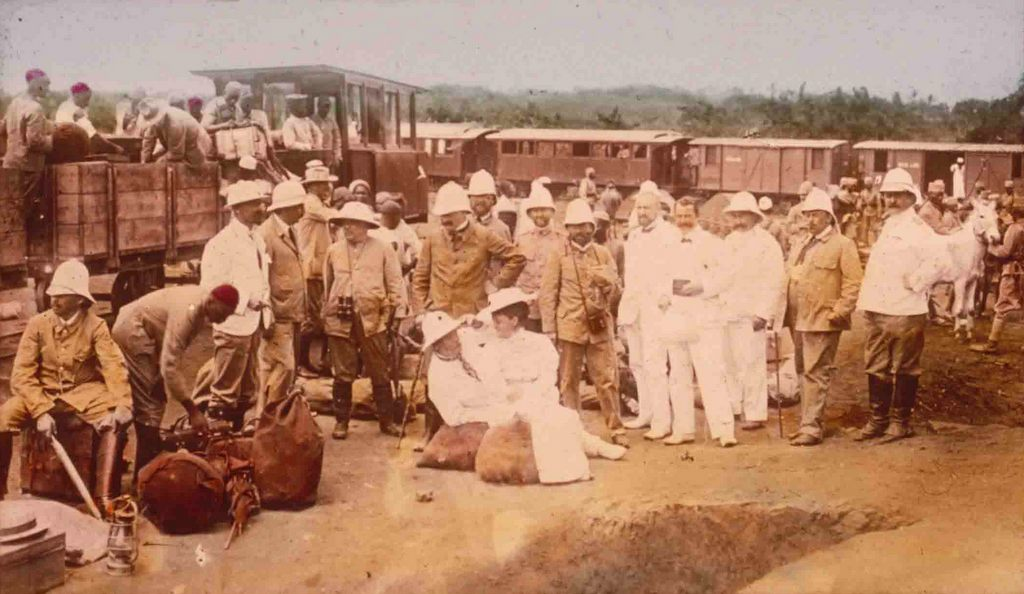
Reisegesellschaft am Bahnhof Tengeni mit Zügen der Sigibahn und der Usambara-Bahn

Die Sigibahn war eine Schmalspurbahn mit der Spurweite 750 mm im heutigen Tansania und damaligen Deutsch-Ostafrika, die als Nebenbahn der Usambarabahn gebaut wurde.

## Geografische Lage
Die Strecke führte von dem an der Usambarabahn gelegenen Bahnhof Tengeni (185,9 m ü. NN) bei Muhesa (heute Muheza) nach Sigi (438 m ü. NN) in die waldreichen östlichen Usambara-Berge, die bis zum Bau der Bahn unwegsames Gelände darstellten. Das Gebiet war lediglich über Wald- und Bergpfade mit Karawanen zu erreichen. Dadurch war der Transport von Waren und Gütern erheblich eingeschränkt.

## Voraussetzungen
Die Bahn sollte vorwiegend dem Abtransport von Holz (hauptsächlich der Tropenholzarten Beilschmiedia kweo, örtlicher Name: Mfimbo, und Milicia excelsa, örtlicher Name: Mvule) zur Usambarabahn dienen, das von dort aus weiter zum Hafen von Tanga, dem wichtigsten Hafen im Norden von Deutsch-Ostafrika, gefahren wurde. Weiter wurde die Chance gesehen, hier Kaffee-, Tee- und Kautschukpflanzungen in einem dafür klimatisch hervorragend geeigneten Gebiet anzulegen. Da die Regierung von Deutsch-Ostafrika schon mit dem Bau der Usambarabahn nur schleppend vorankam und von dort keine Initiative zum Bau einer Bahnstrecke in die Berge zu erwarten war, entschloss sich die Sigi-Exportgesellschaft m.b.H. die Bahn zur Erschließung ihrer Besitzungen in Sigi selbst zu bauen.

## Baugeschichte

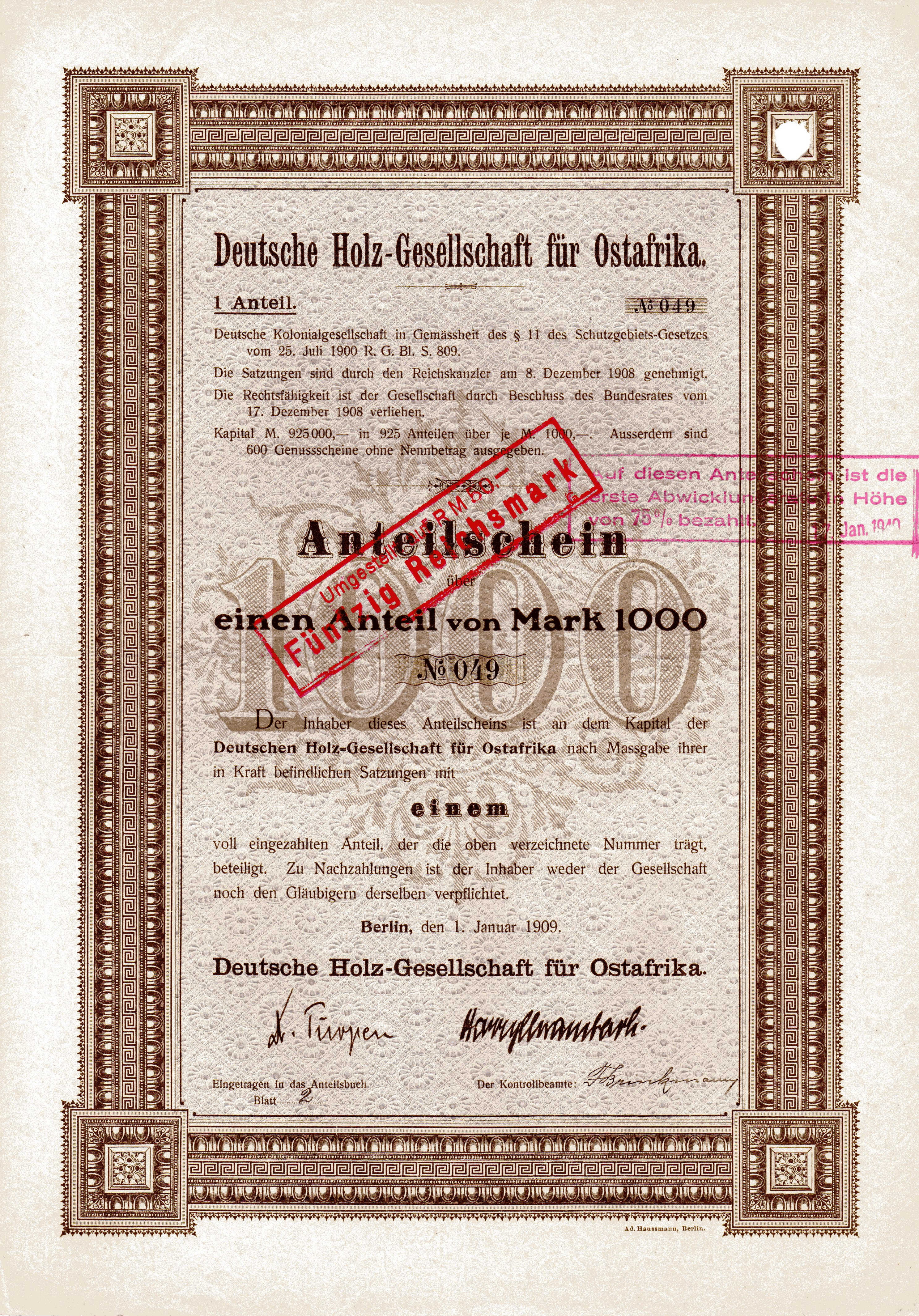
Anteilschein der Deutschen Holz-Gesellschaft für Ostafrika vom 1. Januar 1909

Die Arbeiten begannen 1904. Die Sigi-Exportgesellschaft errichtete während ihrer Zeit als Eigentümerin 17,6 km Strecke. Aufgrund von Finanzierungsschwierigkeiten mussten die Arbeiten immer wieder unterbrochen werden. Nachdem die Deutsche Holzgesellschaft für Ostafrika die Holzeinschlagsrechte auf 12 000 ha Fläche, das Sägewerk und die Bahn übernommen hatte, stellte sie letztere fertig. Die Bahn ging am 1. September 1910 in voller Länge in Betrieb.
Die Deutsche Holzgesellschaft für Ostafrika war am 23. Juli 1908 in Berlin mit einem Stammkapital von 925 000 Mark gegründet worden. Nach dem Verlust der Besitzungen im Ersten Weltkrieg bestand die Gesellschaft als Holding für Beteiligungen an zwei Pflanzungsgesellschaften fort und gehörte zum Einflussbereich der Deutsch-Ostafrikanischen Gesellschaft (DOAG). Sie wurde 1939 aufgelöst.

## Infrastruktur
Die Strecke hatte ihren Ausgangspunkt am Bahnhof Tengeni an Streckenkilometer 44,0 an der Usambarabahn. Das Gelände des Bahnhofes Tengeni gehörte dem Fiskus und war an die Deutsche Kolonial-Eisenbahnbau- und Betriebsgesellschaft verpachtet. Diese hatte es mit Genehmigung der Regierung auf 30 Jahre zunächst an die Sigi-Exportgesellschaft m.b.H. und später an die Deutsche Holzgesellschaft für Ostafrika unterverpachtet. Es befanden sich dort mehrere Gebäude, die noch die Sigi-Exportgesellschaft gebaut hatte, das Verwaltungsgebäude der Bahn, ein Lager- und Güterschuppen, der Lokomotivschuppen, ein Wagenschuppen und ein Wasserturm zur Lokomotivspeisung. Außerdem standen dort drei Wohnhäuser für die europäischen Angestellten, von denen einer Lokomotivführer war. Direkt neben dem Bahnhof lag das Sägewerk. Das Empfangsgebäude war mit Ziegeln gedeckt. Dort befand sich ein Warteraum, ein Dienstzimmer für den „eingeborenen“ Güterschreiber und ein Raum, den die Usambarabahn als Fahrkartenausgabe gemietet hatte. Ein mit Wellblech gedecktes größeres Wohnhaus diente als Übernachtungsraum für Reisende.

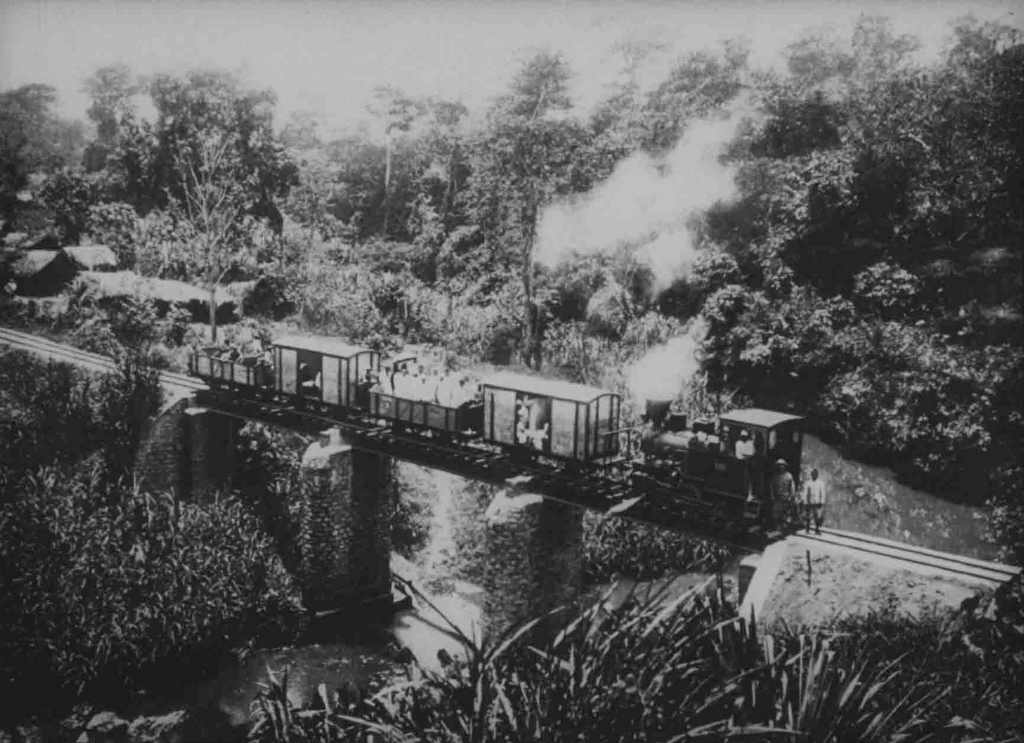
Zug auf der Kihuhui-Brücke

Während die Hauptstrecken in Deutsch-Ostafrika (Usambarabahn und Mittellandbahn) in Meterspur gebaut wurden, war die Sigibahn als einzige in den deutschen Kolonien in 750 mm Spurweite ausgeführt, da die Trassenführung aufgrund der Topografie schwierig war. Die 23,7 km lange Sigibahn führte durch die schluchtenreiche Urwaldlandschaft der Usambara-Berge mit Steigungen von bis zu 40 ‰, Minimalradien von 40 m und vier Spitzkehren. Auf diese betrieblich schwierige Weise wurden die 252 Höhenmeter bis zum Endbahnhof Sigi bewältigt. Hinzu kamen noch mehrere verlorene Steigungen. Durch optimale Ausnutzung des Geländes gelang es, ein verhältnismäßig einfaches Längsprofil mit ziemlich gleichmäßiger Steigung zu erhalten. Besonders interessant war der Streckenabschnitt in der Nähe von Sigi. Die Bahn beschrieb hier, um sich an den Gebirgshängen hochzuwinden, nahezu vollständige Kreislinien und wies auf noch nicht einmal einem Kilometer Länge drei der insgesamt vier vorhandenen Spitzkehren auf. Auf Kunstbauten wurde, soweit es möglich war, verzichtet. Trotzdem mussten, insbesondere auf der oberen Strecke zahlreiche kleinere Brücken über Gebirgsbäche eingebaut werden, Sprengarbeiten ausgeführt und Dämme aufgeschüttet werden. Nicht vermeiden ließ sich der Bau einer großen Stahlträgerbrücke über die Schlucht des Kihuhui-Flusses, die zwischen den gemauerten Widerlagern zwei ebenfalls gemauerte Stützpfeiler hatte.
Zwischen Tengeni und Fanussi wurden Schienen mit einem Metergewicht von nur 10 kg bei einer Schienenlänge von 7 m verwendet. Der untere Streckenabschnitt war nur dort eingeschottert, wo das aus bautechnischen oder betrieblichen Gründen unumgänglich war, etwa in den Bögen. Im oberen Streckenteil waren die Gleise dagegen vollständig eingeschottert und Schienen mit einem Gewicht von 15 kg/m eingebaut. Das Einschottern der Gleise der Gesamtstrecke war geplant, kam jedoch vor dem Ersten Weltkrieg nicht mehr zustande. Die Schienen lagen auf eisernen Schwellen mit Unterlegeplatten, wobei das Schwellenmodell auf der unteren Strecke so gewählt war, dass ein Auswechseln der vorhandenen Schienen mit dem neuen schwereren Schienenprofil erfolgen konnte. Die im ersten Bauabschnitt verwendeten Flachlaschen wurden auf durch das Einziehen von Winkellaschen verstärkt.
Bahnhöfe oder Haltestellen waren außer den Endbahnhöfen nicht vorhanden. Bei Bedarf wurde auf freier Strecke gehalten.
Die gesamte Strecke war zur Zugsicherung mit einer Telefonleitung ausgerüstet.

## Betrieb

### Deutsche Zeit
Die Betriebsführung der Sigibahn lag von Anfang bei der Deutschen Kolonial-Eisenbahn-Bau- und Betriebsgesellschaft (DKEBBG), die seit 1905 auch den Betrieb der Usambarabahn führte. Die DKEBBG war ein Tochterunternehmen von Lenz & Co. in Berlin, die im Deutschen Reich eine Vielzahl von Kleinbahnen unterschiedlicher Spurweiten baute und betrieb.
Die Wahl der gegenüber der Usambarabahn schmäleren Spur erforderte, dass alle Güter für die Weiterbeförderung im Anschlussbahnhof Tengeni umgeladen werden mussten. Neben dem Güterverkehr fand auch öffentlicher Personenverkehr statt, da im Gebiet um Sigi und Amani Straßen kaum existierten. So diente der Endbahnhof Sigi von Anfang an zugleich auch dem Kaiserliche Biologisch-landwirtschaftliche Institut in Amani.
Die durchschnittliche Reisegeschwindigkeit betrug angesichts der Streckenführung nur etwa 10 km/h, so dass ein Zug für die Gesamtstrecke 2 h 20 Min. Fahrzeit benötigte.
Hauptsächlich verkehrten gemischte Personen- und Güterzüge, die in Tengeni jeweils Anschluss von und zu Zügen der Usambarabahn boten. Bei Bedarf wurden auch reine Güterzüge eingesetzt, wie zeitgenössische Fotos belegen. Mit den planmäßigen Zügen wurde auch die Brief- und Paketpost nach und von Sigi befördert. Aufgrund ihres angenehmeren Klimas gegenüber dem Tiefland und der Küstenregion waren die Usambaraberge ein beliebtes Ausflugsziel für die in der Kolonie lebenden Europäer. Wegen ihres Wildreichtums waren sie außerdem Ziel vieler Jäger. Daher bot die DKEBBG für Reisegesellschaften sogar Sonderzüge von Tanga nach Tengeni mit Umsteigemöglichkeit nach Sigi an. Die DKEBBG bewarb die Fahrten auf der Sigibahn:

„Eine Sonderfahrt nach Tengeni zum Zwecke der Bereisung der Sigibahn und der Besichtigung des Landwirtschaftlichen Instituts in Amani würde 100 Rp. kosten. Auf der Sigibahn sind die fahrplanmäßig verkehrenden Züge zu den tarifmäßigen Sätzen zu benutzen. (Einfache Fahrt 3,50 Rp.). […] Eine Fahrt mit der Sigibahn mit ihren prachtvollen Ausblicken auf wilde Schluchten, üppig bewachsene Täler, dichte Urwälder gehört zu den schönsten Ausflügen in Deutsch-Ostafrika.“

Fahrplan 1914
| Station | Station | Di und Do | Di und Do | Sa    |
| ------- | ------- | --------- | --------- | ----- |
| Tengeni | ab      | 13.20     | 13.20     | 12.30 |
| Sigi    | an      | 15.40     | 15.40     | 14.50 |
| Station | Station | Di        | Do        | Sa    |
| Sigi    | ab      | 05.40     | 09.30     | 09.20 |
| Tengeni | an      | 08.00     | 11.50     | 11.40 |

Im Personenverkehr gab es eine so genannte „Europäer-Klasse“ (I. Klasse, Fahrpreis 15 Heller pro Tarifkilometer = 3,50 Rupien/Gesamtstrecke) und eine sog. „Eingeborenen-Klasse“ (III. Klasse, Fahrpreis 2,5 Heller pro Tarifkilometer = 0,60 Rupien/Gesamtstrecke).
Mit der vollständigen Inbetriebnahme der Strecke wurden große Erwartungen in ihre Erschließungsfunktion für die gesamte Region Ostusambara verbunden.

### Britische Zeit
Nach dem Ersten Weltkrieg waren die Lokomotiven nicht mehr einsatzfähig. Es wurden zunächst Versuche unternommen, die Strecke ohne Lokomotiven per Hand zu betreiben, was jedoch zu mehreren Eisenbahnunfällen mit tödlichem Ausgang für Mitarbeiter führte. Daraufhin erhielten die beiden noch vorhandenen, abgestellten Loks unter der Regie der von den Briten gegründeten Tanganyika Railways (TR) 1919 und 1920 trotz Ersatzteilmangels noch einmal eine Grundinstandsetzung. Die Loks bereiteten aber weiter technische Probleme. Der Betrieb der Bahn wurde deshalb im Juli 1923 eingestellt.

## Fahrzeuge

### Lokomotiven

#### Ältere Literatur
Nach übereinstimmenden Angaben der wenigen vorhandenen Quellen standen der Sigibahn für den Betrieb der Strecke zwei holzgefeuerte Tenderlokomotiven unterschiedlicher Stärke zur Verfügung. Die Existenz zumindest einer C-gekuppelten Lok ist durch das Foto eines Zuges auf der Kihuhui-Brücke belegt. Die Angaben zu den Lokomotiven weichen – ja nach Quelle – voneinander ab:
Es soll sich um C-gekuppelte Loks der Firma Orenstein & Koppel gehandelt haben, die bereits 1904 gebaut wurden. Nach einer anderen Angabe sind die Loks erst 1910 gebaut worden. Die stärkere der beiden Lokomotiven hatte danach eine Leistung von 50 PS bei einem Gewicht von 10,7 t, einem Treibraddurchmesser von 580 mm und einem Achsstand von nur 1.400 mm. Die schwächere Lok soll sogar nur 40 PS bei ansonsten ähnlichen Maßen geleistet haben. Die 40-PS-Lokomotive konnte nur eine Last von 13–14 t auf den Steigungsstrecken befördern. Damit soll diese Lok noch nicht einmal in der Lage gewesen sein, die planmäßigen, recht leichten Züge der Strecke allein, ohne Unterstützung der zweiten Maschine, zu befördern.
Nach einer dritten Quelle bestand der Triebfahrzeugpark aus je einer 45 PS starken und einer 60 PS leistenden dreifach gekuppelten Tenderlokomotive.

#### Neuere Belege

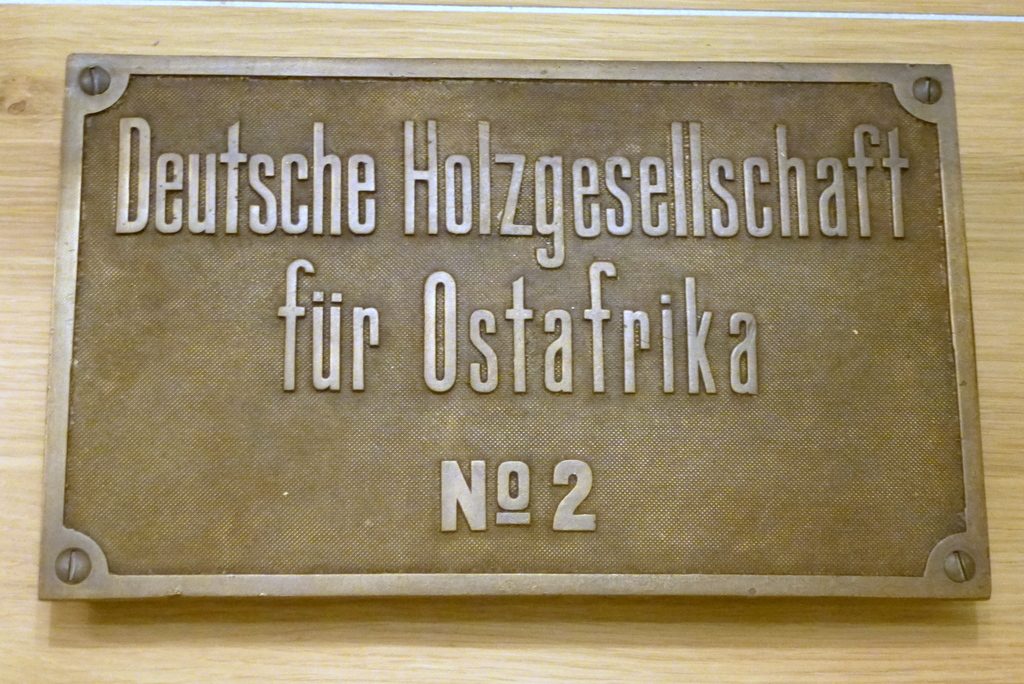
Lokomotivschild der Sigibahn, Lok No. 2

Bei der stärkeren der beiden Loks handelte es sich jedoch offensichtlich um eine Mallet-Lok der Bauart B'Bn4vt. Ein Foto in der Sammlung des kolonialen Bildarchivs der Universität Frankfurt/Main belegt den Irrtum in der älteren Literatur. Die abgebildete Lok mit Kobel-Schornstein und dem am Führerhaus „anhängenden“ Tenderkasten für die Holzvorräte ist eindeutig eine Mallet-Lokomotive und keine C-gekuppelte Lok mit starrem Fahrwerk. Das Foto ist beschriftet mit dem Titel „Zug der Sigibahn“.
Die Firma Orenstein & Koppel hatte zwischen 1902 und 1912 eine größere Anzahl von Mallets für Plantagen- und Feldbahnen weltweit gebaut. Zumindest optisch ist die Lok der Sigibahn der Lok 13 des Frankfurter Feldbahnmuseums (Orenstein & Koppel, B'Bn4vt, 1909/3902, 30 PS, 600 mm, ex. Lok 4 der Zuckerfabrik Gending/Java, 600 mm) und der Lok der Statfold Barn Railway/England (Orenstein & Koppel, B'Bn4vt, 1905/1473, 60 PS, 762 mm, ex. Lok 5 Zuckerfabrik Pakis Baru/Java, 750 mm) sehr ähnlich.
Eine Mallet war für die Bedürfnisse der Bahn besser geeignet als eine C-gekuppelte Maschine, da bei ihr ein wesentlich größerer Kessel und vier statt zwei Zylinder zur Leistungssteigerung eingebaut werden konnten. Die gelenkige Ausführung des Fahrwerks ergab gute Laufeigenschaften auch in den engen Radien der Strecke.
Fragen bezüglich der Lokomotiven der Sigibahn bleiben aber weiterhin offen. Geklärt ist dagegen, dass die Lokomotiven die Betriebsnummern N° 1 und N° 2 trugen. Das Original-Nummernschild der Lok N° 2 aus Bronzeguss mit der Aufschrift „Deutsche Holzgesellschaft für Ostafrika N° 2“ ist erhalten, befindet sich in der Sammlung des Deutschen Historischen Museums in Berlin und wird dort in der Dauerausstellung gezeigt.

### Personen- und Güterwagen
Die Ausstattung mit Wagen war bescheiden. Vorhanden waren lediglich halboffene, zweiachsige Personenwagen, zwei gedeckte und zwei offene zweiachsige Güterwagen, sechs vierachsige Rungenwagen für den Holztransport, zwei Feuerholzwagen und drei Bahnmeisterwagen. Bei größerem Andrang wurden Reisende fallweise auch in den zweiachsigen offenen und gedeckten Güterwagen befördert.
Sämtliche Wagen der Sigibahn verfügten trotz der starken Steigungen nur über Handbremsen. Dies machte die Besetzung der Züge mit Bremsern erforderlich. Die Hersteller der Wagen sind nicht bekannt.

## Ende
Die Betriebseinstellung war eine verspätete Konsequenz des Ersten Weltkrieges, in dessen Folge Deutsch-Ostafrika als Treuhandgebiet Tanganyika unter britische Mandatsverwaltung gekommen war. Die deutschen Staatsangehörigen wurden zum größten Teil des Landes verwiesen und enteignet. Die Ausweisung betraf auch die deutschen Wissenschaftler in Amani, die 1920 entlassen wurden. Die Wirtschaft im Mandatsgebiet lag nach dem Ende des Krieges am Boden. Hinzu kam der Ersatzteilmangel für die Fahrzeuge der Sigibahn, da Ersatzteile aus Deutschland für die Briten nicht erhältlich waren. Der Betrieb der Sigibahn wurde im Juli 1923 eingestellt.
1927 wurde versucht, Strecke und verbliebene Betriebsmittel zu versteigern. Da kein akzeptables Gebot einging, wurde die Auktion abgebrochen und geplant, die Bahn stillzulegen. Dies führte zu einem heftigen Protest der Mitglieder der britischen „Usambara Planters Association“ bei der Regierung des nunmehrigen Mandatsgebiets Tanganjika. Aufgrund dieses Protests wurde 1928 beschlossen, die Strecke noch einmal aufzuarbeiten und wieder in Betrieb zu nehmen. Die Arbeiten wurden umgehend aufgenommen und im Oktober 1929 sogar eine neue Lok für die Bahn in England bestellt. Die von Kerr, Stuart and Company in Stoke-on-Trent, England, im Juni 1930 gelieferte dreiachsige Lokomotive mit stehendem Dampfmotor und Wasserrohrkessel erwies sich allerdings als betriebsuntauglich. Da der Hersteller seinen Betrieb noch im gleichen Jahr aufgab, war eine Nachbesserung der Maschine und Beseitigung der Mängel dort nicht möglich. Die Ertüchtigung vor Ort schlug fehl. Aufgrund sich erneut verschlechternder wirtschaftlicher Bedingungen wurde die Wiederinbetriebnahme der Strecke daraufhin nicht weiterverfolgt. In der Folgezeit wurden die Gleise vollständig abgebaut und die neu beschaffte Lok verschrottet.

## Was ist geblieben?
Heute dient die ehemalige Bahntrasse zwischen dem Dorf Ubembe und dem Bahnhofsgelände in Sigi als Straße, die Brücke über die Kihuhui-Schlucht wird als Straßenbrücke genutzt. Das Gebäude des Endbahnhofs Sigi existiert nicht mehr. Dagegen ist das 1905 am Felsenhang errichtete hölzerne ehemalige Wohnhaus des Bahnhofsvorstehers noch vorhanden. Darin befindet sich das Informationszentrum der Amani Nature Reserve, nachdem das großzügige Gebäude nach Stilllegung der Bahnstrecke zunächst für viele Jahre als Grundschule diente. Auf dem Felsen vor dem Haus ist die Halterung der früheren Bahnhofsglocke erhalten. Einige weitere Gebäude des früheren Endbahnhofs in Sigi scheinen zweckentfremdet weiter genutzt zu werden. Reste des Wassertanks für die Versorgung der Dampfloks und der in deutscher Zeit gebauten Sägemühle sind noch vorhanden. Auf dem Gelände wurde ein Gästehaus für Übernachtungsbesucher neu errichtet (Sigi Guesthouse). Am früheren Bahnhofsgelände haben mehrere Wanderwege in den Naturpark ihren Ausgangspunkt.
Die Personenbeförderung haben Busse der East Usambara Bus Co. Ltd, Tanga, (vor Ort besser bekannt als Liemba) übernommen, die zweimal täglich von Muheza aus das 35 km entfernt liegende Amani anfahren. Die Reisezeit mit dem Bus beträgt bei gutem Wetter und Straßenzustand 1 bis 1,5 Stunden und in der Regenzeit teilweise 2 bis 3 Stunden.